# دوقية وستفاليا
دوقية وستفاليا إقليم تاريخي في منطقة وستفاليا الأكبر، تقع في الجزء الشرقي من ولاية شمال الراين وستفاليا من ألمانيا الحديثة. في الأصل، وشكلت ويستفاليا مع أنغريا وأوستفاليا إحدى المناطق الثلاث الرئيسية في دوقية ساكسونيا. لمعظم من تاريخها، تولى أمر الدوقية رئيس أساقفة وانتخابية كولونيا.